# Angostura Inglesa
Angostura Inglesa är ett trångt sund i Chile.   Det ligger i regionen Región de Magallanes y de la Antártica Chilena, i den södra delen av landet, 1 800 km söder om huvudstaden Santiago de Chile.
I omgivningarna runt Angostura Inglesa växer i huvudsak blandskog. Trakten runt Angostura Inglesa är nära nog obefolkad, med mindre än två invånare per kvadratkilometer.